# Сарыятаг
Сарыятаг (азерб. Sarıyataq) — село в Губадлинском районе Азербайджана.

## География
Расположено село на правом берегу реки Акера (левый приток Аракса) на высоте около 533 м.

## История
В годы Российской империи село Сарыятаг (Саріятагъ) находилось в составе Зангезурского уезда Елизаветпольской губернии. По данным «Кавказского календаря» на 1912 год в селе проживало 186 человек, в основном курды.
В советские годы село входило в состав Губадлинского района Азербайджанской ССР. В результате Первой карабахской войны в августе 1993 года перешло под контроль непризнанной Нагорно-Карабахской Республики. Согласно административно-территориальному делению непризнанной Нагорно-Карабахской Республики, контролировавшей населённый пункт с 1993 по 2020 годы, относилось к Кашатагскому району НКР, и носило название Саратак (арм. Սարատակ).
26 октября 2020 года президент Азербайджана Ильхам Алиев заявил, что село Сарыятаг перешло под контроль азербайджанских вооружённых сил.
29 октября 2020 года Министерство обороны Азербайджана опубликовало видеокадры, на которых, как утверждает, запечатлено село Сарыятаг под контролем Азербайджана.

## Известные уроженцы
- Керимов, Кязимага Мовсум оглы — Национальный герой Азербайджана, азербайджанский офицер и журналист.[7]